# Geothallus tuberosus
Geothallus tuberosus är en bladmossart som beskrevs av Douglas Houghton Campbell. Geothallus tuberosus ingår i släktet Geothallus och familjen Sphaerocarpaceae. IUCN kategoriserar arten globalt som akut hotad. Inga underarter finns listade i Catalogue of Life.